# Warren Chappell
Warren Chappell  (* 9. Juli 1904 in Richmond, Virginia; † 26. März 1991 in Charlottesville, Virginia) war ein US-amerikanischer Grafiker, Schriftentwerfer und Illustrator.
Chappell studierte an der Art Students League of New York und später an der Kunstgewerbeschule Offenbach. Bei der D. Stempel AG entwarf er die Schriftart Trajanus, musste aber wegen des Zweiten Weltkrieges in seine Heimat zurück, wo er als Illustrator für den Verlag Alfred A. Knopf tätig wurde. Als Artist-in-Residence war er auch an der University of Virginia tätig.

## Schriftarten
- Trajanus
- Lydian

## Werke von Chapell zum Thema Typografie (Auswahl)
- The Anatomy of Lettering (1934)
- A Short History of the Printed Word (1970; revidierte Re-Edition 2000)
- The Living Alphabet (über calligraphy, 1975)